# Children's Discovery System
El Mattel Children's Discovery System es un juguete electrónico educativo lanzado por Mattel en 1981. El Children's Discovery System estaba dirigido a niños de entre 6 y 11 años imitaba el aspecto de una computadora contemporánea de consumo.

## Especificaciones
El Children's Discovery System usó una pantalla LCD matriz de 16 por 48 y fue alimentado por seis pilas alcalinas tamaño AA. La pantalla era mucho más ancha que alta, por lo tanto, solo era posible una cuadrícula de texto de 8 por 2, lo que permite un máximo de 16 caracteres en pantalla en cualquier momento dado.
La unidad viene preprogramada con tres modos: modo Arte, modo Música y modo Tipo. Discovery System incluía un teclado de membrana especialmente diseñado para adaptarse mejor a los modos incorporados y también utilizaba overlays de teclado para usar con los módulos de expansión. También se incluyó con la unidad un gran libro de actividades con más de 100 actividades de aprendizaje sugeridas especialmente diseñadas para el Sistema Discovery.

## Cartuchos de módulo de la expansión
| #  | código | rango de años | módulo               | lista de juegos en el módulo (nombres en ingles)                                    |
| -- | ------ | ------------- | -------------------- | ----------------------------------------------------------------------------------- |
| 1  | 1606   | 6–11          | Math I               | - Calculator - Flash Cards - Math Quiz - Metric/U.S. Conversions                    |
| 2  | 3349   | 6–11          | Arcade Action I      | - Racers - Golf - Push Off                                                          |
| 3  | 1607   | 6–8           | Words I              | - Computerized word games with 4 fun ways to play!                                  |
| 4  | 1609   | 6–11          | Art                  | - Pixturir - Quik Pix - Copy That - Art Alive - Lock-N-Key                          |
| 5  | 1608   | 6–11          | Music                | - Create, play and learn music with a fun, computerized sound!                      |
| 6  | 3346   | 9–11          | Words II             | - Word games for the older child with 4 fun ways to play!                           |
| 7  | 3731   | 6–11          | Arcade Action II     | - Target action excitement in 4 computer arcade games.                              |
| 8  | 3733   | 6–11          | Memory And Logic     | - Secret Code - Memory Match - Patterns                                             |
| 9  | 3732   | 6–11          | Geography I          | - Mystery Nation - Geo-Facts - Odd Nation Out - Info-Nations                        |
| 10 | 3734   | 6–11          | Foods                | - Pick A Food - Four Of A Kind - Peanut Butter Poker - Calories Count               |
| 11 | 5165   | 6–8           | Fractions I          | - Fraction Counting - Name That Fraction - Action Fractions - Pinpoint The Fraction |
| 12 | 3347   | 9–11          | Fractions II         |                                                                                     |
| 13 | 3350   | 9–11          | Science I            | - Planets - Space Weights - Rocket Lander                                           |
| 14 | 3835   | 6–11          | Presidents           | - Presidential Facts - Mystery President - Presidential Order - Pick A President    |
| 15 |        |               | Arcade Action III    |                                                                                     |
| 16 | 5329   |               | Computer Programming |                                                                                     |
| 17 |        |               |                      |                                                                                     |
| 18 | 5328   | 9–13          | Spelling Fun         | - Word Gin - 2-Player Word Gin - Secret Word - 2-Player Secret Word                 |
| 19 |        |               |                      |                                                                                     |
| 20 |        |               |                      |                                                                                     |
| 21 |        |               |                      |                                                                                     |

Otros juegos sin número 
- Math Quiz/Calculator
- Nutrition
- (4456) US Cities
- (3347) History
- (3348) Sports